# Michael Hopkins
Pour les articles homonymes, voir Michael J. Hopkins et Hopkins.
Ne doit pas être confondu avec Mike Hopkins.
Michael Scott "Mike" Hopkins, né le 28 décembre 1968 à Lebanon au Missouri, est un astronaute américain. Après une formation en ingénierie aérospatiale, il s'engage dans l'United States Air Force et devient ingénieur d'essai. Par la suite il travaille et étudie notamment au Canada et en Italie avant de devenir assistant spécial du vice-président du Comité des chefs d'état-major interarmées au Pentagone.
Il est sélectionné en 2009 par la NASA en tant que membre du groupe d'astronautes 20. Il s'envole le 25 septembre 2013 à bord de Soyouz TMA-10M depuis le cosmodrome de Baïkonour au Kazakhstan pour sa première mission à bord de la station spatiale internationale. Il rentre sur Terre le 10 mars 2014 à bord du même vaisseau après 166 jours passés dans l'espace.

## Formation
Michael Hopkins est natif de Lebanon dans le Missouri, mais il grandit dans une ferme non loin de Richland, dans le même État. Il est diplômé du Osage High School (en) situé à Osage Beach en 1987, puis il obtient un Baccalauréat universitaire en sciences dans l'ingénierie aérospatiale de l'université de l'Illinois en 1991 et une maîtrise universitaire ès sciences dans le même domaine de l'université Stanford en 1992. 

## Carrière militaire

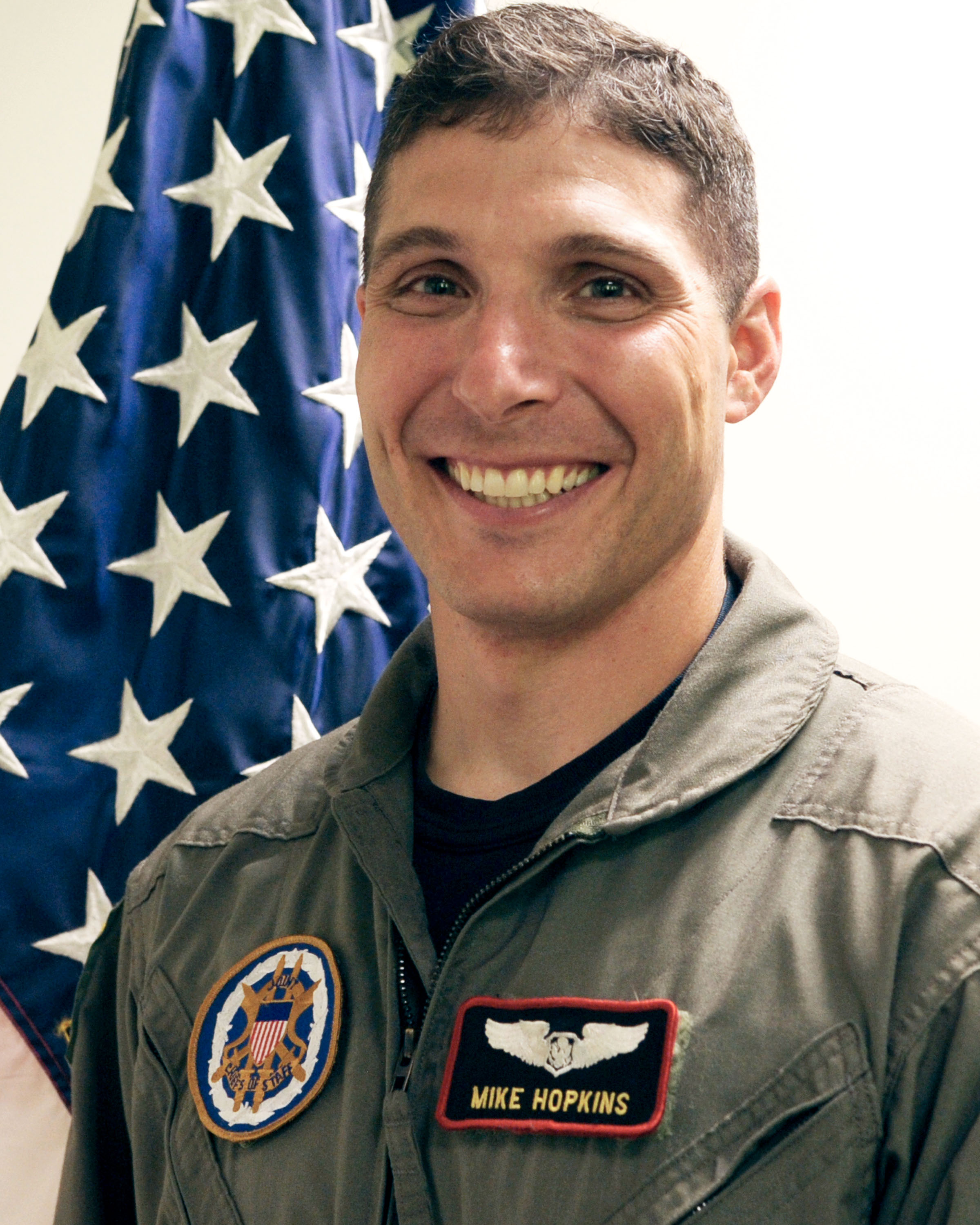
Mike Hopkins alors assistant spécial du Vice-Président du comité des chefs d'état-major interarmées.

En janvier 1992, il est promu au grade de sous-lieutenant dans l'United States Air Force. En avril 1993 il est affecté à la base aérienne de Kirtland à Albuquerque, au Nouveau-Mexique, où il travaille sur des technologies spatiales. En 1996 il étudie afin de devenir ingénieur d'essai en vol à la United States Air Force Test Pilot School, à Edwards en Californie dont il sort diplômé en 1997. Il est ensuite affecté au 418th Flight Test Squadron (en) où il teste des avions C-17 Globemaster et C-130 Hercules. En 1999 il déménage à Cold Lake au Canada dans le cadre d'un programme d'échange avec le Centre canadien d'essais en vol (anglais : Canadian Flight Test Center). En 2002 il est sélectionné pour le Programme de bourse Olmsted (en) et part au Defense Language Institute à Monterey en Californie pour y étudier les langues étrangères. Après six mois de formation, il déménage à Parme, en Italie, où il étudie les sciences politiques à l'Université de Parme. En 2005 Hopkins est affecté au Air Force Rapid Capabilities Office (en) au Pentagone en tant qu'ingénieur de projet et chef de programme. À la suite de cette affectation, en 2008, il est sélectionné en tant qu'assistant spécial du vice-président du Comité des chefs d'état-major interarmées. Le 18 décembre 2020, alors qu'il est a bord de la Station spatiale internationale, il devient le premier astronaute de la United States Space Force lors d'une cérémonie où il quitte l'USAF pour cette branche créée en 2019.

## Astronaute

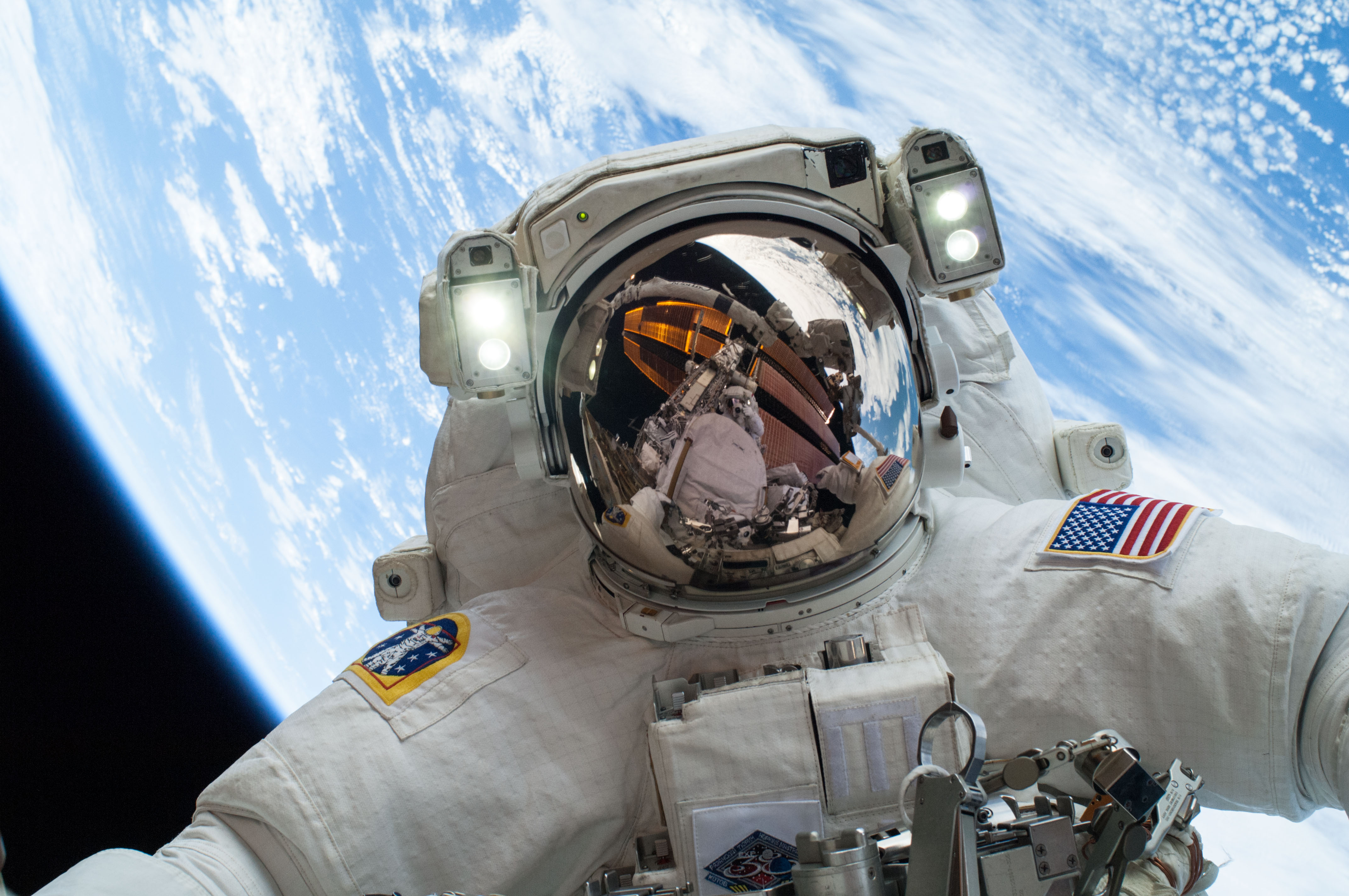
Mike Hopkins durant sa deuxième sortie extravéhiculaire lors de sa première mission à bord de l'ISS.

Il est semi-finaliste des groupes d'astronautes 18 et 19, puis est finalement sélectionné en juillet 2009 en tant qu'un des 9 membres du groupe d'astronautes 20 de la NASA. Il étudie durant sa formation le fonctionnement des systèmes de la station spatiale internationale, le pilotage d'avions T-38 Talon et la manipulation du bras robotique Canadarm 2. Il est également formé aux sorties extravéhiculaires (EVA), apprend le russe et la survie en milieu sauvage et en haute mer. Il complète son entraînement d'astronaute candidat en novembre 2011.

### Expédition 37/38

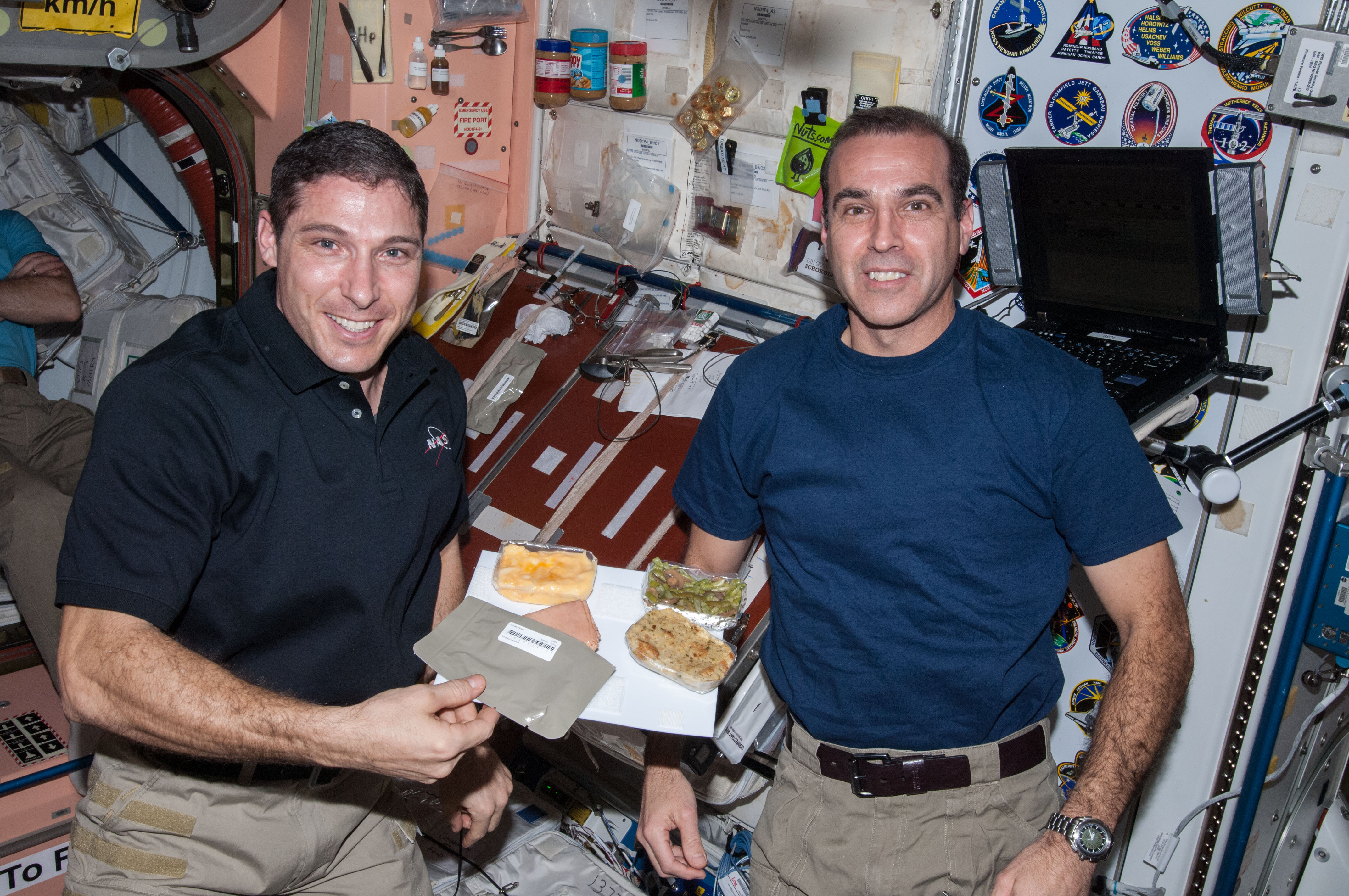
Mike Hopkins avec Rick Mastracchio avec son repas de Thanksgiving durant sa première mission à bord de la station.

Il commence son entraînement le 6 septembre 2011 au Yuri Gagarin Cosmonaut Training Center en vue de sa première mission de longue durée à bord de la station spatiale internationale. Il apprend le fonctionnement et les systèmes du vaisseau Soyouz et du segment orbital russe de l'ISS, pratique des entraînements de survie dans différents climats et environnements en cas d'atterrissage d'urgence, et améliore sa connaissance du russe. Il est doublure lors du décollage de Soyouz TMA-08M le 28 mars 2013.
Il s'envole le 25 septembre 2013 en tant qu'ingénieur de vol à bord de Soyouz TMA-10M depuis le cosmodrome de Baïkonour au Kazakhstan avec les cosmonautes russes Oleg Kotov et Serguei Riazanski, puis ils s'amarrent le lendemain au module Rassvet de la station. Au cours de son séjour il réalise deux sorties extravéhiculaires afin de changer une pompe défaillante avec l'astronaute Richard Mastracchio pour un total de 12 heures et 58 minutes. Après avoir participé aux expéditions 37 et 38, il rentre sur Terre le 10 mars 2014 à bord de Soyouz TMA-10M après 166 jours passés dans l'espace,.

### Expédition 64/65
Lors d'une conférence de presse le 3 août 2018 l'Administrateur de la NASA Jim Bridenstine annonce qu'il est assigné à la mission SpaceX Crew-1 en tant que commandant avec en pilote l'astronaute Victor Glover. La NASA annonce le 31 mars 2020 que Shannon Walker ainsi que l'astronaute de la JAXA Soichi Noguchi participeront au vol en tant que spécialiste de mission,.

## Vie privée
Catholique pratiquant, il est marié à Julie Stutz avec qui il a deux fils : Ryan, né en 1999, et Lucas, né en 2002. Il apprécie la randonnée, le camping, le ski, la musculation, la course, le hockey et le football américain.

## Distinctions
Il reçoit plusieurs prix au cours de sa carrière dont :
- Team Captain de l'équipe de football américain de l'Université de l'Illinois (1996)
- Distinguished Graduate de l'université d'Illinois
- Reserve Officers Training Corps de l'université d'Illinois
- Distinguished Graduate and top flight test engineer de l'United States Air Force Test Pilot School
- Defense Meritorious Service Medal
- Meritorious Service Medal
- Aerial Achievement Medal
- 2 Air Force Commendation Medals
- 4 Air Force Achievement Medals